# Горно

Звичайне вугільне горно.

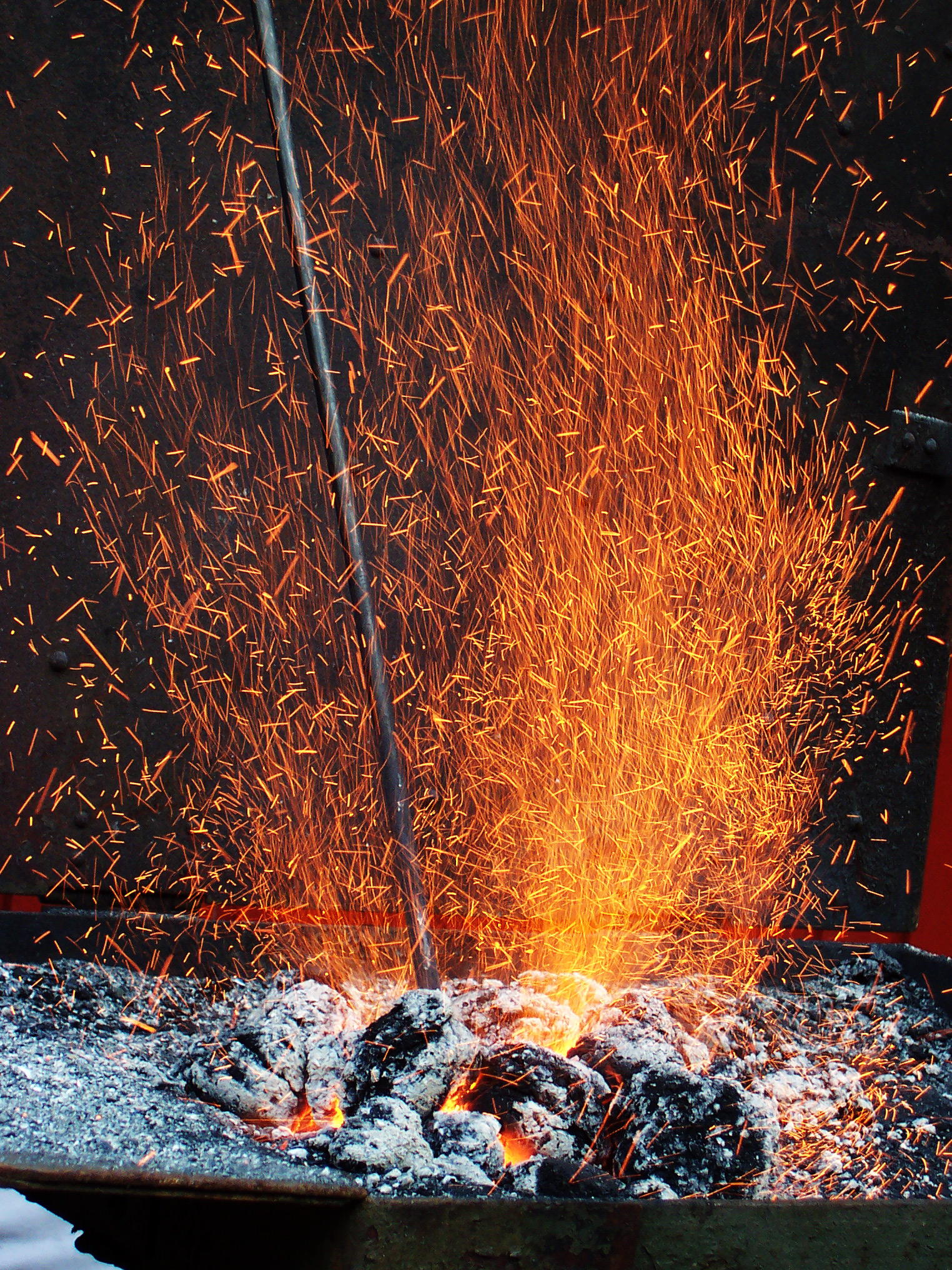
Термічна обробка металу в горні.

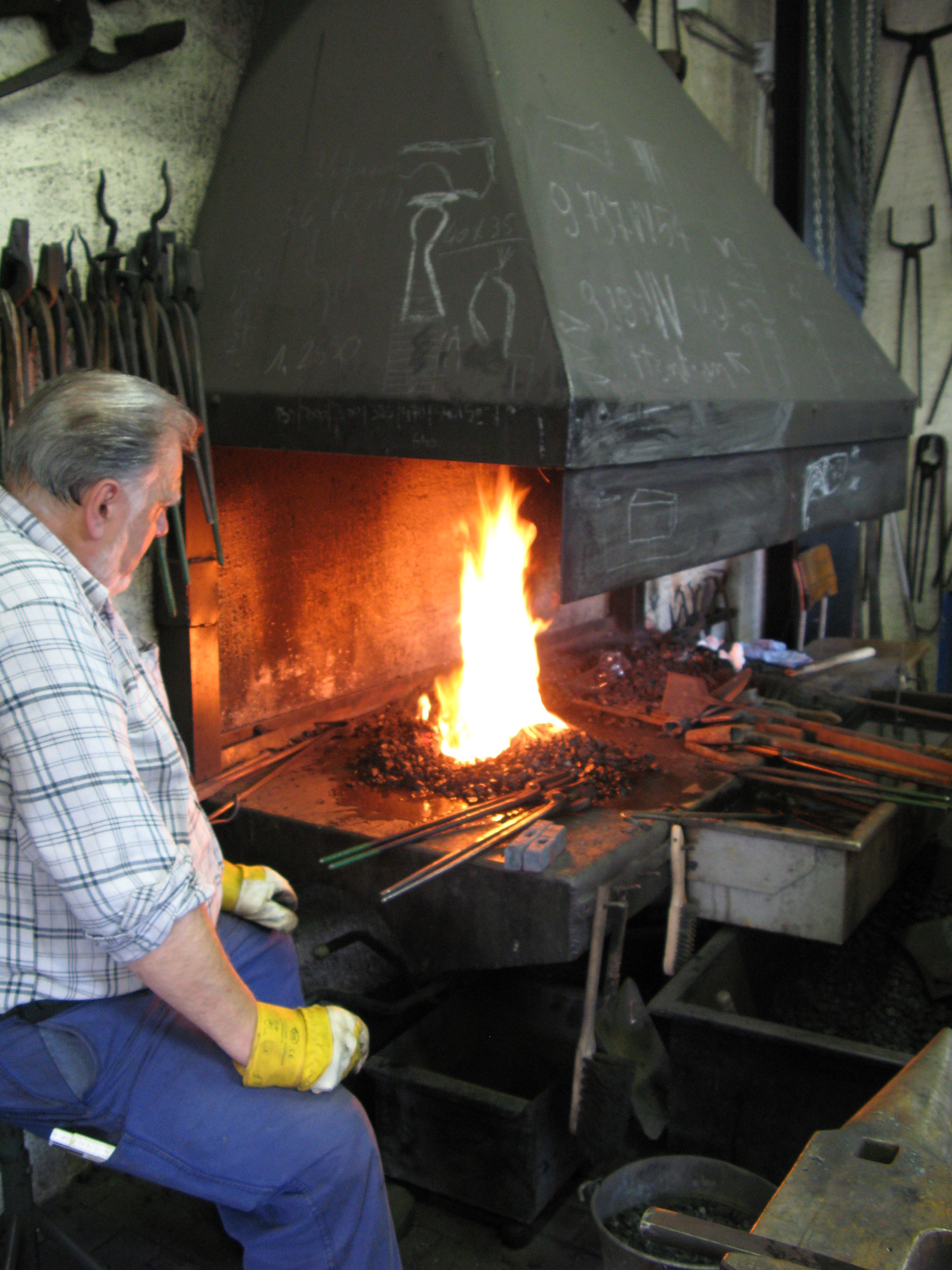
Коваль біля ковальського горна

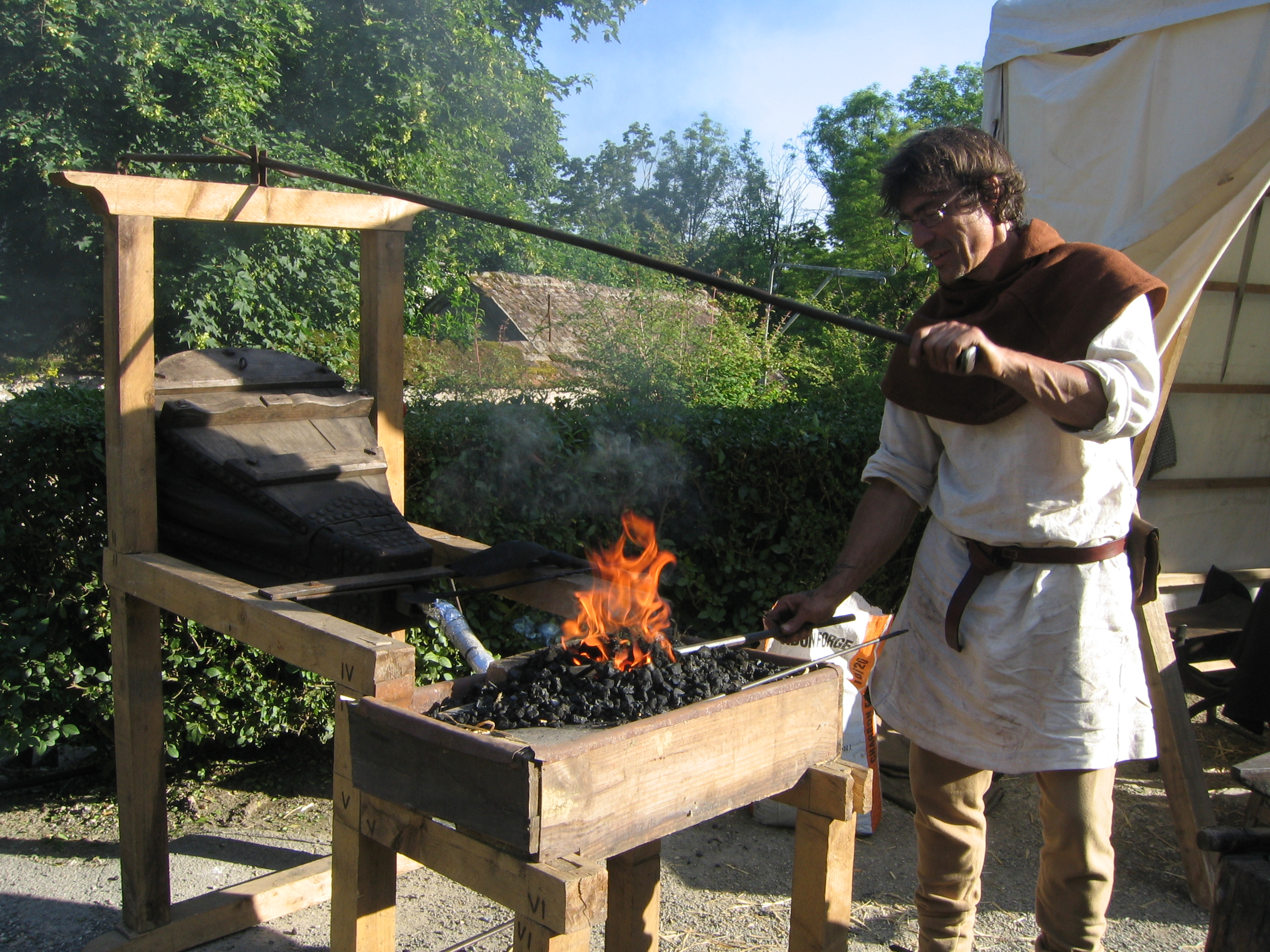
Переносне горно з міхом

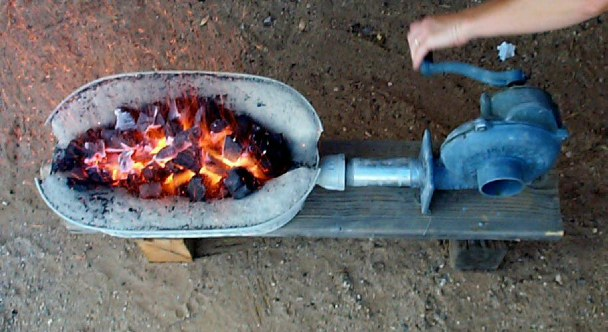
Переносне горно з ручним компресором

Го́рно, рідко горн — проста відкрита піч для нагрівання або плавлення металів.
Горном також називається піч для випалювання керамічних виробів, а також частина шахтної печі (доменної, вагранки), над якою згоряє паливо і плавиться метал. Характерна ознака горен — спідвідношення висоти до ширини менше 1.
Основна сфера використання — ковальська справа. У промисловості горно не знайшло широкого використання через низький ККД.

## Етимологія
Слова «горно», «горн» пов'язані з «горіти»: прасл. *gъr̥nъ походить від пра-і.є. *gu̯hr̥- («горіти», «жар»), і споріднене з лат. fornus («горно»). Слово «гончар» (раніша форма горнчарь) є похідним від «горно», звідси також і «горщик», «горнець», «горня».

## Значення винайдення горна
Відомий американський етнограф Г. Морган стверджував: «Коли варвар, просуваючись крок за кроком вперед, відкрив самородні метали, почав плавити їх у тиглі й відливати в форми; коли він сплавив самородну мідь з оловом і створив бронзу й, урешті, коли ще більшим напруженням думки він винайшов горно і видобув із руди залізо — дев'ять десятих боротьби за цивілізацію було виграно».

## Конструкція горна
Промислове горно являє собою металевий кожух, викладений зсередини вогнетривкою цеглою. У бічних стінках є фурми для подачі повітря в зону горіння, яке може здійснюватися як компресорами, так і вручну, за допомогою міхів.
За конструкцією горна бувають:
- Відкритого типу — верхня частина горна повністю відкрита
- Закритого типу — верх горна закрито

За місцем установки:
- Стаціонарне горно
- Переносне ковальське горно

Газоподібні продукти згорання палива видаляються через відкритий верх або через витяжну трубу.

## Металургійне горно
- Сиродутне горно — піч для отримання заліза з руди сиродутним способом.
- Каталонське горно — піч для отримання заліза з руди сиродутним способом, що вперше з'явилися у Каталонії.
- Кричне горно — піч для переробки чавуну на ковке залізо.
- Горно тигельне — піч для тигельної плавки металів.

## Ковальське горно
Ковальське горно — горно для нагріву металу в ковальстві.

## Гончарне горно
Гончарське горно — піч для випалювання гончарних виробів.

### Трипільське горно
Трипільське горно — найдавніша піч на європейському континенті, збудована та використовувана для отримання мальованого посуду трипільської культури близько IV тисячоліття до Р. Х..

## Галерея

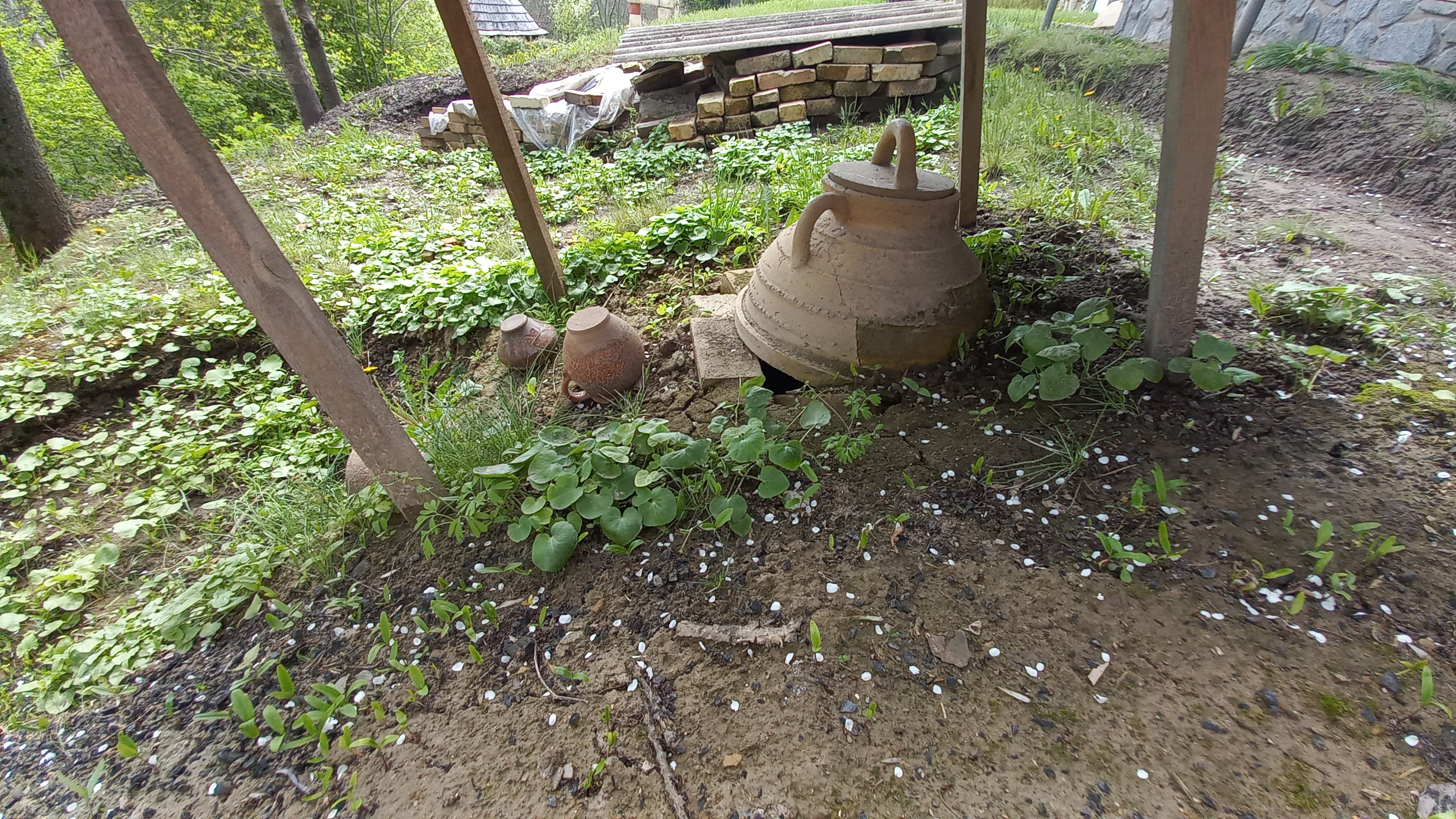
Гончарне горно Опішня
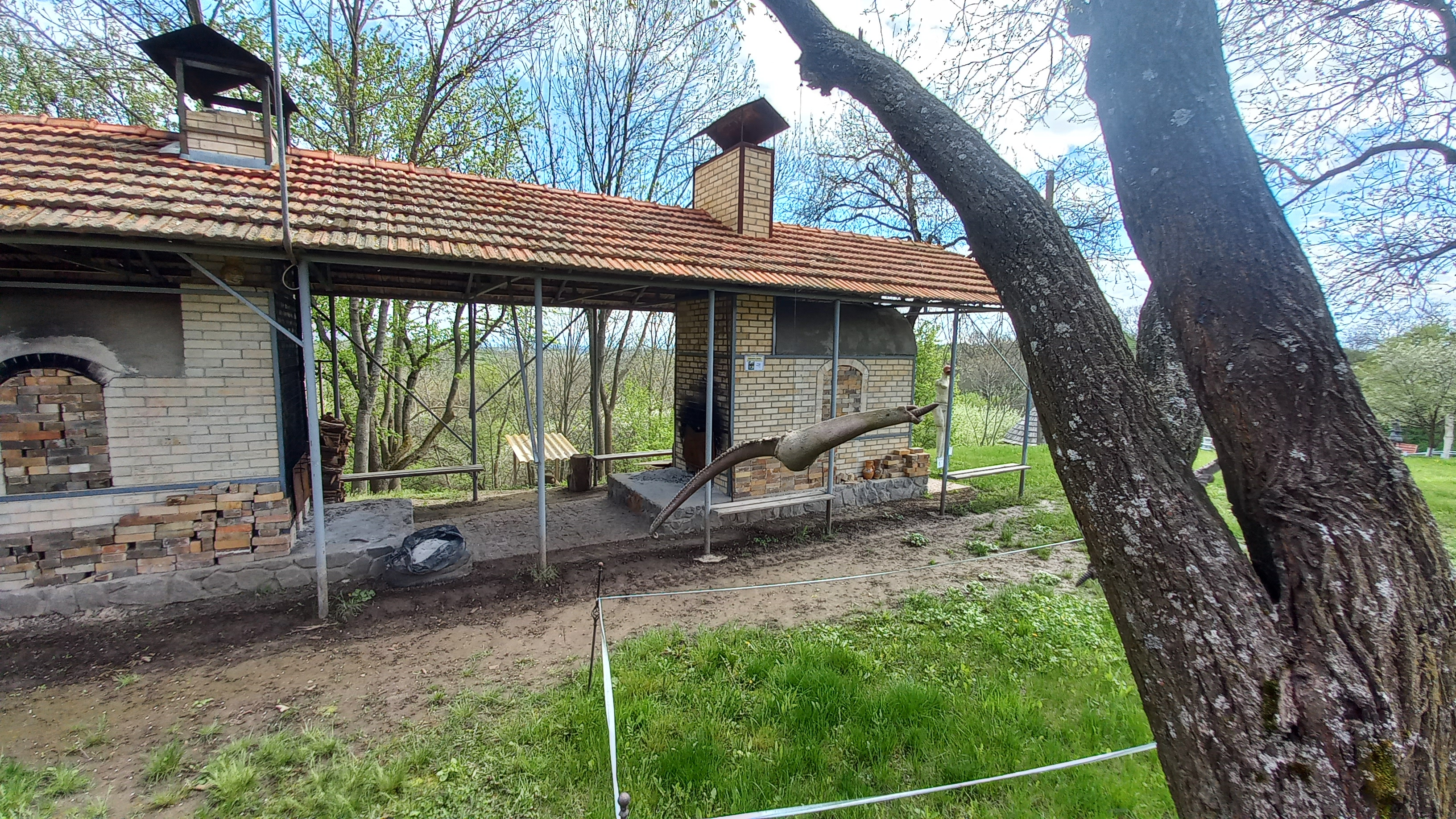
Гончарне горно Опішня